# Blood Sugar Sex Magik
Vous lisez un « bon article » labellisé en 2018.
Albums de Red Hot Chili Peppers
Mother's Milk
(1989) One Hot Minute
(1995)
Singles
1. Give It Away
Sortie : 4 septembre 1991
2. Under the Bridge
Sortie : 10 mars 1992
3. Suck My Kiss
Sortie : 1er mai 1992
4. Breaking the Girl
Sortie : 30 juillet 1992
5. If You Have to Ask
Sortie : février 1993

Blood Sugar Sex Magik est le cinquième album studio du groupe californien de funk rock Red Hot Chili Peppers sorti le 24 septembre 1991 sur le label Warner Bros. Records. Après sept ans de contrat avec EMI, le quatuor décide de changer de label et souhaite s'engager avec Sony BMG/Epic Records dans un premier temps mais, les négociations prenant trop de temps, signe finalement avec Warner Bros. Les membres enregistrent ensuite pendant un mois avec le producteur Rick Rubin dans un vieux manoir sur les hauteurs de Los Angeles aménagé en studio pour l'occasion. Ils recourent moins aux jam sessions pour le composer, simplifient leur manière de jouer et ouvrent leurs horizons musicaux pour proposer des chansons plus attrayantes.
Bien accueilli par la presse musicale, le disque est également un franc succès commercial, se plaçant sur les podiums des ventes de plusieurs pays dont les États-Unis où il est certifié septuple disque de platine par la RIAA. Porté par les deux premiers singles Give It Away et Under the Bridge, l'album se vend à plus de quinze millions d'exemplaires dans le monde et permet au groupe de remporter des récompenses aux MTV Video Music Awards 1992, ainsi que le Grammy Award de la meilleure prestation hard rock en février 1993. Il apparaît depuis dans de nombreux classements des meilleurs albums.
Les Red Hot Chili Peppers en font la promotion avec une tournée d'abord nationale avec Pearl Jam et The Smashing Pumpkins moins d'un mois après sa sortie jusqu'à la fin d'année. La popularité grandissante du groupe rend le guitariste John Frusciante malheureux et celui-ci exprime de plus en plus son dédain vis-à-vis de leur succès, devenant déprimé, paranoïaque et imprévisible pour les autres membres. Après quelques dates fin 1991 avec Nirvana, ils se produisent en Europe sur les premiers mois de 1992, avant de poursuivre au Japon début mai. Frusciante quitte alors la formation, celle-ci se retrouvant contrainte d'annuler les dates suivantes. Arik Marshall le remplace pour les festivals de l'été, puis en Australie et en Nouvelle-Zélande à l'automne pour rattraper les concerts annulés jusqu'au Brésil et en Argentine fin janvier 1993.

## Genèse

### Contexte
En 1987, les Red Hot Chili Peppers enregistrent The Uplift Mofo Party Plan avec le quatuor original composé d'Anthony Kiedis au chant, Hillel Slovak à la guitare, Jack Irons à la batterie et Flea à la basse. Au cours de la tournée qui suit, Slovak décède d'une overdose d'héroïne en juin 1988, Irons part en dépression et quitte le groupe. Kiedis et Flea, les deux membres restants, décident toutefois de continuer leur carrière au sein du groupe,. Après les essais du guitariste Blackbyrd McKnight, ancien membre du groupe funk Parliament, et du batteur D. H. Peligro, du groupe Dead Kennedys,, la formation se fige à la fin de l'année 1988 avec John Frusciante à la guitare et Chad Smith à la batterie,. L'influence du premier sur le son des Red Hot se fait ressentir en privilégiant les mélodies et les harmonies au rythme et permet à Mother's Milk, sorti en août 1989, d'être le premier grand succès commercial du groupe,,,.

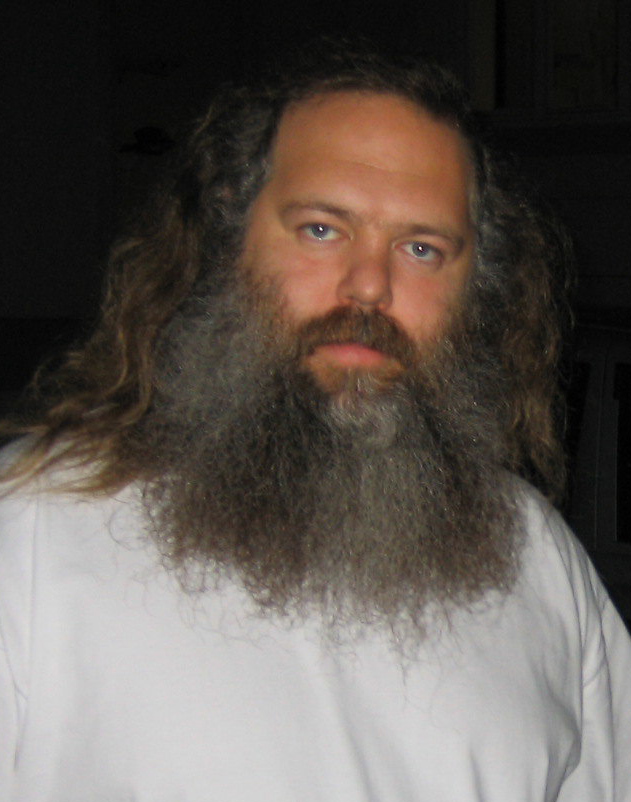
Après avoir refusé en 1987 de travailler sur The Uplift Mofo Party Plan, Rick Rubin accepte d'être le producteur pour cet album.

En avril 1990, après sept ans de contrat avec EMI, une clause leur permet de changer de label bien qu'il leur reste trois albums à produire. La réussite de Mother's Milk leur permet de retenir l'attention de plusieurs d'entre eux. Le quatuor aspire également à plus de stabilité étant donné qu'EMI leur a dédié sept A&R en sept ans. Les négociations se limitent à Warner Bros. Records et Sony BMG/Epic Records en octobre, et leur choix se porte finalement sur le second pour un contrat d'un million de dollars. Le label leur promet même une signature dans les prochains jours. Mo Ostin, dirigeant de Warner Bros., contacte alors Kiedis et Flea pour les féliciter de cette signature même si c'est chez un concurrent et le chanteur explique que c'est « le gars le plus sympa et le plus sincère qu'ils ont rencontré durant les négociations, il l'a personnellement appelé pour les encourager à faire un bon album pour une entreprise concurrente. C'est le genre de personne avec qui j'ai envie de travailler ». N'ayant pas de nouvelles sur la situation avec Sony/Epic, le groupe reconsidère sa décision à la suite de cet appel et décide de s'engager avec la Warner. Ostin appelle un ami d'EMI et le transfert se fait immédiatement,.
Les membres de la formation se mettent ensuite à la recherche d'un producteur puisqu'ils ne veulent plus collaborer avec Michael Beinhorn, ayant eu de sérieux désaccords avec lui pendant l’enregistrement de Mother's Milk,. Leur choix se porte rapidement sur Rick Rubin, qui avait refusé de travailler avec eux en 1987 pour The Uplift Mofo Party Plan à cause de leurs problèmes de drogues, parce qu'ils estiment qu'il saura bien les réconforter dans les moments difficiles et les conseiller dans leurs choix de mélodies, d'arrangements rythmiques et de paroles,,.

### Enregistrement et production
Avant d'entrer en studio pour enregistrer, ils composent de nombreuses chansons et bœuffent pendant des mois dans un local de North Hollywood sous l’œil de Rubin, qui les conseille sur les arrangements et le rythme amené par la batterie notamment. Le producteur et Kiedis travaillent aussi ensemble sur les paroles, évoquant les thèmes qu'ils souhaitent aborder, et écartent de fait celles à portée socio-politique. Rubin souhaiterait que le chanteur parle de filles et de voitures, mais Kiedis rétorque que « ça a déjà été fait. Je veux écrire des chansons sur des trucs bizarres que personne n'a jamais fait avant ». C'est au cours de ces discussions que le producteur ouvre le cahier de notes de Kiedis et tombe sur un poème à propos de Los Angeles intitulé Under the Bridge. Il lui fait part de la qualité du texte et lui expose l'idée de s'en servir. Le chanteur estime que « ce n'est pas tout à fait [leur] style, c'est lent, mélodieux et dramatique ». Rubin lui répond qu'il devrait le montrer aux autres pour voir ce qu'ils en pensent. Ce qu'il fait quelques jours plus tard alors qu'ils attendent Flea. Frusciante arrive le lendemain avec une progression d'accords, puis tous les autres membres participent à la réalisation de la chanson. Rubin insistant beaucoup sur l'élaboration des morceaux, c'est pendant cette période que le groupe lance sa technique des « confrontations » : s'ils ne trouvent pas de pont qui leur convient entre les couplets et le refrain, Frusciante et Flea s'isolent pendant cinq minutes avec leur guitare puis présentent leur idée au reste du groupe et ils décident ensemble laquelle est la meilleure pour la chanson.
Après cette très longue période de composition et de répétition, ils se sentent prêts à enregistrer. Rubin leur suggère alors de le faire dans un lieu peu conventionnel et The Mansion en particulier, un vieux manoir de Laurel Canyon, sur les hauteurs de Los Angeles, dans lequel a vécu le magicien Houdini. La bâtisse est aménagée en studio pour l'occasion : la bibliothèque sert de salle de contrôle, tandis que la batterie et les guitares sont installées dans le salon, les amplis étant mis dans des pièces séparées pour capter tous les sons. Ils embauchent également Brendan O'Brien pour l'ingénierie du son, que Kiedis décrit comme « le meilleur ingé son du coin, un magicien pour avoir la bonne sonorité de la batterie et un sacré musicien de surcroit ». Ils choisissent aussi de séjourner dans le manoir durant l'enregistrement de l'album, à l'exception de Smith, qui est convaincu que l'endroit est hanté et fait donc le trajet tous les jours à moto,. Le batteur explique qu'il veut surtout être avec sa femme, Frusciante ironisant : « bien sûr qu'il y a des fantômes, mais ils sont bienveillants. Où qu'on aille dans cette baraque, on n'y trouve que des bonnes vibrations et de la bonne humeur ». Confinés pendant plus de trente jours dans le manoir, ils peuvent se concentrer la réalisation de l'album sans distractions. Pas encore à l'aise et ne maîtrisant pas encore sa voix, Kiedis enregistre finalement le chant depuis sa chambre située à l'opposé de la maison pour « éviter d'avoir la sensation qu'on le regarde », le câble du microphone traversant tout le bâtiment jusqu'à la salle de contrôle.
Ils choisissent de documenter l'enregistrement et engagent pour cela Gavin Bowden, que Kiedis et Flea ont rencontré lors d'un voyage en Europe avant leur premier album et qui s'est depuis marié à la sœur de Flea. Discret, il filme seul en noir et blanc toutes les étapes de l'enregistrement et interviewe les participants pour la réalisation du documentaire d'une heure Funky Monks, qui sort en parallèle de l'album.

## Parution et accueil

### Sortie, promotion et succès commercial
Give It Away, premier single issu de l'album, est publié le 4 septembre 1991 mais la première radio ciblée au Texas par Warner Bros. refuse de le diffuser, leur conseillant de revenir « quand la chanson aura une mélodie ». La station californienne KROQ est la première à proposer le morceau à l'antenne, plusieurs fois par jour. Il atteint la première place du Modern Rock Tracks le 26 octobre pour deux semaines, mais ne dépasse pas la 73e du Billboard Hot 100, classement de ventes des singles aux États-Unis, et prend la neuvième de son équivalent britannique. Blood Sugar Sex Magik sort le 24 septembre et est certifié disque d'or par la Recording Industry Association of America le 26 novembre, soit 500 000 exemplaires vendus, alors qu'il est loin d'être dans les meilleures ventes du pays,,. Il prend la tête des classements de ventes en Australie, au Canada et en Nouvelle-Zélande. Il se classe également deuxième aux Pays-Bas, cinquième en Norvège, dixième en Suisse, vingt-cinquième au Royaume-Uni, mais ne dépasse pas la trente-troisième place en France.
Avec le succès de Give It Away, le groupe ne pense pas qu'Under the Bridge convienne pour être le second single de l'album. Cependant, lors d'un concert auquel assistent plusieurs représentants de Warner Bros., Kiedis rate le début du chant et le public le supplée instantanément. Embarrassé de sa prestation, le chanteur s'excuse ensuite auprès des producteurs mais ces derniers lui répondent « raté ? Tu plaisantes ? Tout le monde connaissait la chanson par cœur, c'est notre prochain single ». Under the Bridge sort le 10 mars 1992 et entre directement à la deuxième place du Billboard Hot 100 et du Mainstream Rock Tracks,, relançant les ventes de l'album. Blood Sugar Sex Magik dépasse ainsi le million d'exemplaires vendus dans son pays d'origine le 1er avril 1992, y obtenant par conséquent un disque de platine, puis décroche son meilleur classement au Billboard 200 avec une troisième place le 15 mai. Il passe la barre des deux millions de ventes quinze jours plus tard et y est septuple disque de platine depuis avril 2001. Il est aussi sextuple disque de platine en Australie, quadruple disque de platine au Canada, triple disque de platine au Royaume-Uni, disque de platine en France, en Allemagne, en Nouvelle-Zélande et aux Pays-Bas,,,, et disque d'or en Autriche, avec plus de quinze millions d'exemplaires vendus dans le monde depuis 2012.
Le 9 septembre 1992, les Red Hot Chili Peppers sont nommés dans six catégories pour Give It Away et dans trois pour Under the Bridge aux MTV Video Music Awards 1992, mais n'en remportent que trois : vidéo la plus révolutionnaire et meilleure direction artistique pour la première et choix des téléspectateurs pour la seconde,. Puis lors de la 35e cérémonie des Grammy Awards tenue le 24 février 1993, ils obtiennent le Grammy Award de la meilleure prestation hard rock pour Give It Away.

### Accueil critique
Blood Sugar Sex Magik est bien accueilli par la presse musicale. Steve Huey, d'AllMusic considère d'ailleurs que « c'est le meilleur album des Red Hot Chili Peppers, bénéficiant grandement de la production de Rubin ». Rolling Stone partage cet avis et souligne le travail de ce dernier : « insistant sur les mélodies aériennes, transformant les grondements rythmiques en essence brutale, le producteur renommé des Beastie Boys a changé la dynamique des Red Hot ». Pour Sputnikmusic, c'est avant tout « un bon album grâce à la bonne et agréable musique qu'il y a dessus, ainsi qu'au grand nombre de chansons de qualité pour un album de dix-neuf morceaux ». Pour Guitar Player (en), l'évolution radicale de style est à mettre au crédit de Frusciante : « il a trouvé une formule explosive mélangeant acid rock, soul-funk, un peu d'art rock et du blues à un son vif et puissant ».
Robert Christgau, critique du Village Voice, estime qu'« ils ont mûri, qu'ils ont appris à composer et qu'ils ont désormais le droit d'être des mystiques du sexe », mettant en avant Give It Away et Breaking the Girl. Le Los Angeles Times abonde dans ce sens et évoque « l'impressionnante mue de Kiedis en un chanteur et parolier multidimensionnel ». Le périodique conclut que « c'est ce mélange d'humilité et maturité combiné au sang et au sexe habituels qui font cette magie ». Pitchfork juge que « c'est cet album qui a permis aux Red Hot d'être un groupe de rock reconnu dans les années suivantes », ajoutant que le disque « a libéré leur faculté à composer tout type de chansons avec la structure traditionnelle des Red Hot ». Le Tampa Tribune (en) loue également « l'ambitieux effort qui amène à l'apogée et à l'épanouissement des forces musicales qui fermentaient dans leur son depuis leurs débuts en 1983 ».
Pour Entertainment Weekly, le groupe « opte pour une approche plus sérieuse avec cet album, la ballade Breaking the Girl sortant de leurs standards, tandis qu'Under the Bridge comporte des touches sophistiquées ». La BBC le décrit comme « brut, pur et d'une sexualité sans retenue, ce qui lui donne beaucoup d'impact et de singularité ». PopMatters ajoute que « même la plus pure vierge ressortirait de l'écoute de Blood Sugar Sex Magik avec un degré de maturité sexuelle », notant par ailleurs que « l'album est remarquablement cohérent ». Le Chicago Sun-Times juge que l'album est « bon malgré une longueur excessive ».

### Classements et certifications

#### Classements hebdomadaires
| Pays                                   | Durée du classement | Meilleure position | Date             |
| -------------------------------------- | ------------------- | ------------------ | ---------------- |
| Allemagne (Offizielle Deutsche Charts) | 48 semaines         | 12e                | 6 avril 1992     |
| Australie (ARIA Album Chart)           | 62 semaines         | 1er                | 26 avril 1992    |
| Autriche (Ö3 Austria Top 40)           | 16 semaines         | 17e                | 5 avril 1992     |
| Belgique (W) (Ultratop)                | 3 semaines          | 157e               | 9 mai 2020       |
| Belgique (V) (Ultratop)                | 1 semaine           | 184e               | 26 décembre 2020 |
| Canada (RPM Top Albums)                | 46 semaines         | 1er                | 25 juillet 1992  |
| États-Unis (Billboard 200)             | 97 semaines         | 3e                 | 16 mai 1992      |
| Finlande (Suomen virallinen lista)     | 1 semaines          | 16e                | 2 avril 2007     |
| France (Album Top 100)                 | 23 semaines         | 33e                | 1994             |
| Italie (FIMI)                          | 2 semaines          | 25e                | 24 février 2000  |
| Norvège (VG-lista)                     | 32 semaines         | 5e                 | 3 août 1992      |
| Nouvelle-Zélande (RMNZ Albums Top 40)  | 73 semaines         | 1er                | 24 mai 1992      |
| Pays-Bas (Mega Album Top 100)          | 71 semaines         | 2e                 | 25 avril 1992    |
| Royaume-Uni (UK Albums Chart)          | 121 semaines        | 25e                | 12 octobre 1991  |
| Royaume-Uni (UK Rock and Metal Chart)  | 114 semaines        | 1er                | 18 janvier 1998  |
| Suède (Sverigetopplistan)              | 20 semaines         | 26e                | 18 mars 1992     |
| Suisse (Schweizer Hitparade)           | 39 semaines         | 10e                | 21 juin 1992     |

#### Classement annuel
| Classement (1992)          | Position |
| -------------------------- | -------- |
| États-Unis (Billboard 200) | 14       |

#### Certifications
| Pays                    | Certification | Ventes      | Date             |
| ----------------------- | ------------- | ----------- | ---------------- |
| Allemagne (BMVI)        | Platine       | 500 000 +   | 2006             |
| Australie (ARIA)        | 6 × Platine   | 420 000 +   | 7 juillet 2006   |
| Autriche (IFPI Austria) | Or            | 7 500 +     | 10 novembre 1994 |
| Canada (Music Canada)   | 4 × Platine   | 400 000 +   | 28 octobre 1992  |
| États-Unis (RIAA)       | 7 × Platine   | 7 000 000 + | 2 avril 2001     |
| France (SNEP)           | Platine       | 300 000 +   | 25 juin 1997     |
| Italie (FIMI)           | Or            | 25 000 +    | 2018             |
| Nouvelle-Zélande (RMNZ) | Platine       | 15 000 +    | 7 juin 1992      |
| Pays-Bas (NVPI)         | Platine       | 80 000 +    | 2001             |
| Royaume-Uni (BPI)       | 3 × Platine   | 900 000 +   | 3 décembre 2012  |

### Tournée

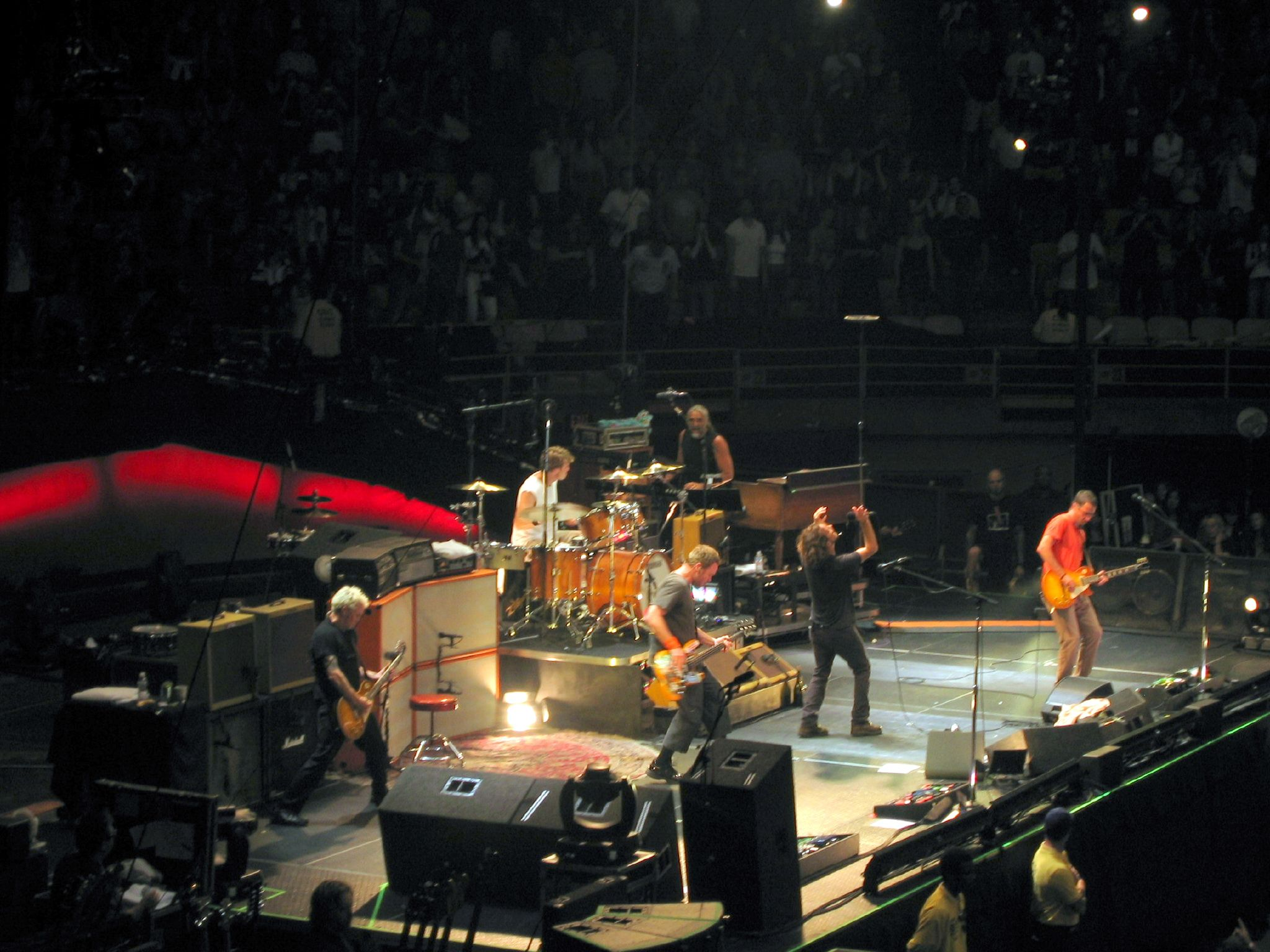
Pearl Jam (ici à Los Angeles en 2006) a partagé la scène à ses débuts avec les Red Hot Chili Peppers.

À partir du 16 octobre 1991, ils entament une tournée simplement intitulée Bood Sugar Sex Magik Tour à Madison dans le Wisconsin. Cette tournée nord-américaine se fait avec The Smashing Pumpkins et Pearl Jam en première partie. Kiedis propose aux premiers de les accompagner après avoir vu le clip de leur chanson Rhinoceros (deuxième single de Gish) sur MTV un soir, tandis que le second groupe leur est suggéré par Irons, leur ancien batteur, qui souhaite aider son ami Eddie Vedder à lancer sa nouvelle formation. Bien que ce soit une première partie et que les salles ne soient pas grandes, Pearl Jam attire rapidement l'attention sur eux, le public étant présent dès le début de leur concert. Les Red Hot commencent aussi à devenir populaires, Give It Away passant en boucle sur les radios et sur MTV, ce qui rend Frusciante malheureux, le guitariste perdant « sa joie de vivre, son dynamisme sur scène et tous les côtés sympa de sa personnalité ». Et plus ils vendent d'albums et remplissent des salles, plus son dédain pour leur succès augmente. Après un concert à guichets fermés début décembre à la Nouvelle-Orléans qu'il joue dans son coin, il en vient quasiment aux mains avec Kiedis. Ce dernier ne partage pas sa vision et lui explique que « beaucoup de gens payent pour les voir et partager les chansons avec eux donc le minimum est de se montrer et de jouer pour eux ». Flea ne souhaite pas prendre parti dans leur opposition, étant lui-même déjà suffisamment stressé par son divorce avec sa femme et les nombreux médicaments qui lui ont été prescrits.
Les publics étant de plus en plus nombreux, les promoteurs de la tournée souhaitent un groupe plus important que Pearl Jam pour compléter l'affiche. Kiedis suggère Nirvana, dont le succès de l'album Nevermind est aussi inattendu que total. Le chanteur contacte directement leur batteur, Dave Grohl, pour leur proposer de tourner ensemble. Celui-ci lui répond qu'ils sortent d'une grosse tournée mais qu'il va en discuter avec Kurt Cobain pour faire les quelques dates de la côte ouest-américaine. Ils acceptent finalement mais les Smashing Pumpkins se retirent de la tournée, Billy Corgan refusant d'être associé à Nirvana puisque Cobain est en couple avec Courtney Love, son ancienne petite amie. Pearl Jam fait donc son retour en première partie. Après cinq concerts du 27 décembre 1991 au 2 janvier 1992, la collaboration et la tournée s'arrêtent prématurément, Kiedis se cassant la voix le dernier soir à Salem. La tournée reprend un mois plus tard en Europe avec Frusciante plus déprimé et paranoïaque que jamais, « persuadé que des gens cherchent à le tuer ». Kiedis et lui ne s'adressent plus la parole lorsqu'ils interrompent brièvement leur tournée pour participer à l'émission Saturday Night Live le 22 février,. Dès leur arrivée dans les studios à New York, le guitariste se querelle avec le personnel et menace de ne pas faire l'émission. Puis pendant le direct, alors qu'ils débutent Under the Bridge, Frusciante change de clef avant d'expérimenter un nouveau morceau, caché dans l'ombre des projecteurs. Le comportement du guitariste devient encore plus imprévisible sur la suite de leur tournée européenne qui s'achève le 22 mars à Berlin.
Après quelques semaines de repos, ils entament une série de concerts au Japon le 1er mai, qui doit ensuite se poursuivre en Australie, une première pour le groupe et un pays important pour eux puisque Flea y est né. Au matin du 7 mai, Frusciante annonce qu'il quitte le groupe : « je dois partir, je dois rentrer chez moi immédiatement, je ne peux plus le faire. Je vais mourir si je ne quitte pas le groupe maintenant ». Les trois autres membres le convainquent de jouer le soir à Saitama avant de prendre son avion mais doivent annuler les deux dernières dates. Ils se rendent malgré tout à Sydney dans le but de répéter pendant une semaine avec Zander Schloss (en) à la guitare, mais après quatre jours, il est évident que les répétitions sont un échec ; les membres annulent donc le reste de la tournée.
Ils restent quelques jours supplémentaires en Australie avant de s'accorder une nouvelle pause. Au retour de Kiedis à Los Angeles, Flea et lui auditionnent plusieurs guitaristes, dont Buckethead et Arik Marshall. La jam session avec le second se passe bien et ils l'embauchent donc pour remplacer Frusciante. Pétrifié, il fait son baptême au Rock Werchter en Belgique devant 70 000 personnes les 4 et 5 juillet. Malgré ce changement au sein du groupe, ils se voient proposer d'être en tête d'affiche du Lollapalooza, festival itinérant aux États-Unis de mi-juillet à mi-septembre,. Ils s'envolent ensuite en Australie et en Nouvelle-Zélande pour rattraper courant octobre les concerts annulés précédemment. Ils doivent cependant annuler leur spectacle du réveillon de la Saint-Sylvestre prévu à San Francisco car Kiedis n'a pas totalement récupéré de la dengue qu'il a attrapée à Bornéo. Ils débutent 1993 avec le Hollywood Rock, festival qui se tient fin janvier au Brésil pendant quatre soirs, Nirvana et Red Hot Chili Peppers se partageant la tête d'affiche. Ils enchaînent avec deux soirs à l'Estadio Obras Sanitarias de Buenos Aires avant de rentrer à Los Angeles pour composer de nouvelles chansons,.

## Caractéristiques artistiques

### Thèmes et compositions
La composition de Blood Sugar Sex Magik se fait différemment des précédents albums, l'utilisation des jam sessions étant moins régulière : Kiedis et Frusciante travaillent ensemble pour créer les structures des chansons, ainsi que les riffs de guitare, avant de les présenter à Flea et Smith. Ils définissent ensuite ce qu'ils conservent pour chaque instrument. L'écriture devient par conséquent plus rapide. Flea explique qu'il « essaye de jouer d'une manière plus simple sur l'album car [il] a pris l'habitude de surjouer avant cet album. [Il] note qu'[il] doit [se] relaxer et jouer deux fois moins de notes car c'est plus attrayant : ça laisse plus de place aux nouvelles idées et ça ressort mieux qu'un flot ininterrompu de notes. Le vide devient quelque chose de positif ». Il délaisse ainsi presque totalement le slapping, son style de prédilection, pour le picking sur la majorité des morceaux. Frusciante s'oriente pour sa part vers un son moins saturé que sur Mother's Milk et plus funk. Les riffs heavy metal sont toujours présents mais ils contiennent moins de distorsion. Steve Huey d'AllMusic note que le jeu du guitariste est « moins bruyant, laissant la place à des textures différentes et à des lignes plus nettes, alors que le groupe dans son ensemble est plus concentré et moins négligent ». Kiedis estime que cet album a élargi les horizons musicaux du groupe et leur a servi de base pour les morceaux composés par la suite.

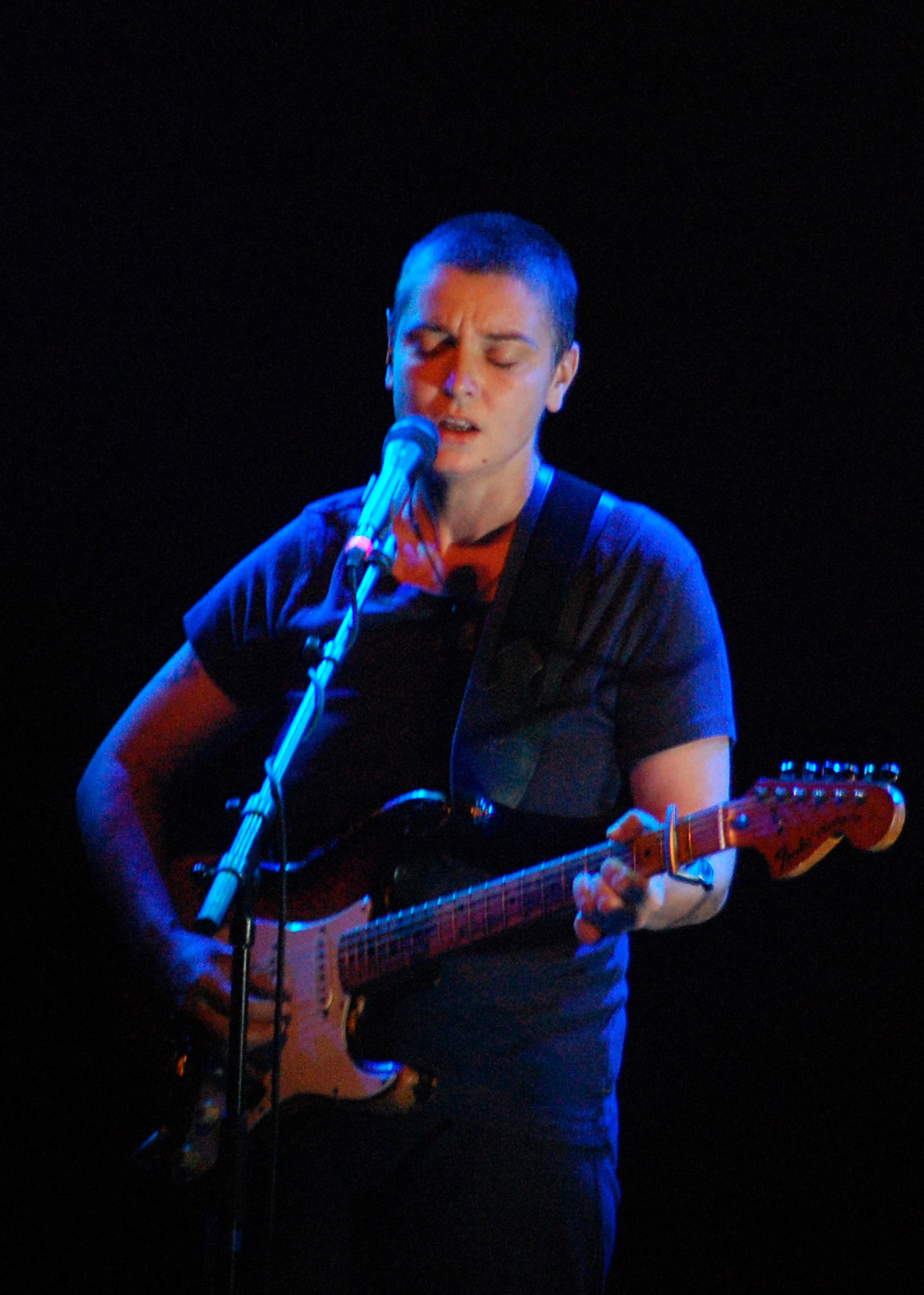
Anthony Kiedis règle ses comptes avec la chanteuse Sinéad O'Connor sur I Could Have Lied.

Les paroles de Kiedis sont encore majoritairement orientées sur l'amour et le sexe, bien que plus matures que par le passé. Blood Sugar Sex Magik ou Sir Psycho Sexy mettent en scène un personnage imaginaire à la libido sans bornes, représentant Kiedis. Il se vante même de ses prouesses et de certains détails sulfureux sur Give It Away et Suck My Kiss. Il évoque ses déboires sentimentaux avec Breaking the Girl, émouvante ballade sur sa relation avec les femmes et sur sa peur de devenir un coureur de jupons comme son père, et I Could Have Lied, dans laquelle il règle ses comptes avec la chanteuse Sinéad O'Connor, avec qui il a eu une courte aventure. Le chanteur affiche cependant de nouvelles inspirations avec des sujets moins rock'n'roll, tels que la politique avec le très engagé anti-raciste et anti-sexiste The Power of Equality ou l'addiction aux drogues avec Under the Bridge. Sur celle-ci, il exprime l'angoisse et l'envie de se mutiler que généraient l'héroïne et la cocaïne lorsqu'il en consommait, son sentiment de honte par rapport à son comportement, ainsi que les efforts qu'il devait faire pour s'en procurer — sous un pont de Los Angeles,. Il rend également hommage à Hillel Slovak avec My Lovely Man. Kiedis « ne se montre pas sous son meilleur aspect vocal [sur ces chansons], mais elles engendrent les moments les plus apaisés de l'album et élargissent l’éventail musical et créatif du groupe ».
Give It Away lui est inspiré d'une discussion qu'il a eue avec l'artiste allemande Nina Hagen, celle-ci lui léguant l'un de ses blousons au cours de cette rencontre. Touché par ce geste, il fait de ce morceau une ode au désintéressement. The Greeting Song lui vient d'une demande de Rubin qui souhaite qu'il écrive une chanson sur « les filles et les bagnoles ». Kiedis se montre d'abord réticent, arguant que ce sujet a déjà été abordé par nombre d'artistes, puis accepte tant bien que mal. Le chanteur admet cependant avoir toujours détesté ce morceau.

### Titre et pochette
La direction artistique pour la pochette de Blood Sugar Sex Magik est confiée à Gus Van Sant, ami du groupe ; il réalise également le clip d'Under the Bridge. En couverture sont visibles les visages des quatre membres du groupe autour d'une rose et des ramifications épineuses dessinées par le tatoueur néerlandais Henk Schiffmacher (en). Le livret contient les paroles des chansons écrites par Kiedis à la main, ainsi que plusieurs photographies des membres du groupe et de leurs tatouages. Avant les années 1990, ces derniers étaient « principalement réservés aux marins, aux motards, deux groupes de personnes considérées comme des exclus et des dégénérés, pas comme des personnes normales ». Avec ces photos, les Red Hot ont fortement influencé l'engouement qui a suivi pour les modifications corporelles et les tatouages aux symboles chinois.

## Postérité
Dès janvier 1998, Blood Sugar Sex Magik apparaît dans des classements établis par les magazines et sa popularité ne faiblit pas avec le temps. Ainsi, Kerrang! le place 44e de ses 100 albums « à écouter avant de mourir ». L'année suivante, Spin le place en 58e position de ses « 90 meilleurs albums des années 1990 » ; il fait également partie des enregistrements essentiels des années 1990 selon le magazine Rolling Stone. Le magazine Q le cite parmi les dix albums de 1991 dans ses « 90 meilleurs albums des années 1990 ». Dans son numéro de février 2002, Spin dresse un classement des cinquante meilleurs groupes de tous les temps, sur lequel figurent à la dernière place les Red Hot Chili Peppers et Blood Sugar Sex Magik cité comme l'album classique du groupe. Le 2 juin de cette année, VH1 lui consacre un épisode dans Ultimate Albums, une série télévisée autour des albums les plus influents de l'ère CD (après 1985). Courant octobre, il termine en 35e position des 100 meilleurs albums définis par les lecteurs de Rolling Stone. En 2003, ce même périodique le met en 310e position de ses 500 plus grands albums de tous les temps et le présente comme « la meilleure production des Red Hot, avec l'énergie de Frusciante, les riffs de guitare pleins de vie, l'énorme contribution de Rubin à la production et la balade surprise Under the Bridge ». L'année suivante, FasterLouder le décrit comme l'« un des meilleurs albums des années 1990 et une pierre angulaire dans le funk rock », ajoutant que c'est « une pièce à avoir dans sa collection ».
En 2006, Robert Dimery l'inclut dans son livre Les 1001 albums qu'il faut avoir écoutés dans sa vie, pendant que Classic Rock et Metal Hammer l'ajoutent à leur liste des 200 meilleurs albums des années 1990 dans leur édition spéciale commune. L'année d'après, il figure à la 88e position de The Definitive 200, la liste des 200 meilleurs albums de tous les temps dressée par le Rock and Roll Hall of Fame. En 2010, il apparaît 72e des « 100 meilleurs albums de tous les temps » de Consequence of Sound, décrit comme « un disque très consistant [...] qui a placé très haut les Red Hot sur la scène rock ». Un an plus tard, Rolling Stone le place 19e de ses « 100 meilleurs albums des années 1990 », expliquant qu'« il aura fallu quatre albums et des moments difficiles aux Red Hot pour parfaire la savoureuse schizophrénie capturée sur Blood Sugar Sex Magik ». L'album apparaît également dans la cinquième édition de l'Encyclopédie de la musique populaire de Colin Larkin.
En 2023, Flea considère Blood Sugar Sex Magik comme le meilleur album du groupe, malgré « une ou deux chansons qui n'auraient pas du figurer » sur l'album.

## Fiche technique

### Liste des chansons
Toutes les chansons sont écrites et composées par Anthony Kiedis, Flea, Chad Smith et John Frusciante sauf mention contraire.
| Blood Sugar Sex Magik | Blood Sugar Sex Magik               | Blood Sugar Sex Magik | Blood Sugar Sex Magik | Blood Sugar Sex Magik | Blood Sugar Sex Magik | Blood Sugar Sex Magik | Blood Sugar Sex Magik | Blood Sugar Sex Magik | Blood Sugar Sex Magik |
| No                    | Titre                               | Auteur                | Durée                 |                       |                       |                       |                       |                       |                       |
| --------------------- | ----------------------------------- | --------------------- | --------------------- | --------------------- | --------------------- | --------------------- | --------------------- | --------------------- | --------------------- |
| 1.                    | The Power of Equality               |                       | 4:03                  |                       |                       |                       |                       |                       |                       |
| 2.                    | If You Have to Ask (février 1993)   |                       | 3:37                  |                       |                       |                       |                       |                       |                       |
| 3.                    | Breaking the Girl (30 juillet 1992) |                       | 4:55                  |                       |                       |                       |                       |                       |                       |
| 4.                    | Funky Monks                         |                       | 5:23                  |                       |                       |                       |                       |                       |                       |
| 5.                    | Suck My Kiss (1er mars 1992)        |                       | 3:37                  |                       |                       |                       |                       |                       |                       |
| 6.                    | I Could Have Lied                   |                       | 4:04                  |                       |                       |                       |                       |                       |                       |
| 7.                    | Mellowship Slinky in B Major        |                       | 4:00                  |                       |                       |                       |                       |                       |                       |
| 8.                    | The Righteous & The Wicked          |                       | 4:08                  |                       |                       |                       |                       |                       |                       |
| 9.                    | Give It Away (4 septembre 1991)     |                       | 4:43                  |                       |                       |                       |                       |                       |                       |
| 10.                   | Blood Sugar Sex Magik               |                       | 4:31                  |                       |                       |                       |                       |                       |                       |
| 11.                   | Under the Bridge (10 mars 1992)     |                       | 4:24                  |                       |                       |                       |                       |                       |                       |
| 12.                   | Naked in the Rain                   |                       | 4:26                  |                       |                       |                       |                       |                       |                       |
| 13.                   | Apache Rose Peacock                 |                       | 4:42                  |                       |                       |                       |                       |                       |                       |
| 14.                   | The Greeting Song                   |                       | 3:14                  |                       |                       |                       |                       |                       |                       |
| 15.                   | My Lovely Man                       |                       | 4:39                  |                       |                       |                       |                       |                       |                       |
| 16.                   | Sir Psycho Sexy                     |                       | 8:17                  |                       |                       |                       |                       |                       |                       |
| 17.                   | They're Red Hot                     | Robert Johnson        | 1:12                  |                       |                       |                       |                       |                       |                       |
| 73:55                 |                                     |                       |                       |                       |                       |                       |                       |                       |                       |

| Format vinyle | Format vinyle                       | Format vinyle  | Format vinyle | Format vinyle | Format vinyle | Format vinyle | Format vinyle | Format vinyle | Format vinyle |
| No            | Titre                               | Auteur         | Durée         |               |               |               |               |               |               |
| ------------- | ----------------------------------- | -------------- | ------------- | ------------- | ------------- | ------------- | ------------- | ------------- | ------------- |
| A1.           | The Power of Equality               |                | 4:03          |               |               |               |               |               |               |
| A2.           | If You Have to Ask (février 1993)   |                | 3:37          |               |               |               |               |               |               |
| A3.           | Breaking the Girl (30 juillet 1992) |                | 4:55          |               |               |               |               |               |               |
| A4.           | Funky Monks                         |                | 5:23          |               |               |               |               |               |               |
| A5.           | Suck My Kiss (1er mars 1992)        |                | 3:37          |               |               |               |               |               |               |
| B1.           | I Could Have Lied                   |                | 4:04          |               |               |               |               |               |               |
| B2.           | Mellowship Slinky in B Major        |                | 4:00          |               |               |               |               |               |               |
| B3.           | The Righteous & The Wicked          |                | 4:08          |               |               |               |               |               |               |
| B4.           | Give It Away (4 septembre 1991)     |                | 4:43          |               |               |               |               |               |               |
| C1.           | Blood Sugar Sex Magik               |                | 4:31          |               |               |               |               |               |               |
| C2.           | Under the Bridge (10 mars 1992)     |                | 4:24          |               |               |               |               |               |               |
| C3.           | Naked in the Rain                   |                | 4:26          |               |               |               |               |               |               |
| C4.           | Apache Rose Peacock                 |                | 4:42          |               |               |               |               |               |               |
| D1.           | The Greeting Song                   |                | 3:14          |               |               |               |               |               |               |
| D2.           | My Lovely Man                       |                | 4:39          |               |               |               |               |               |               |
| D3.           | Sir Psycho Sexy                     |                | 8:17          |               |               |               |               |               |               |
| D4.           | They're Red Hot                     | Robert Johnson | 1:12          |               |               |               |               |               |               |
| 73:55         |                                     |                |               |               |               |               |               |               |               |

| Édition iTunes de 2006 | Édition iTunes de 2006 | Édition iTunes de 2006 | Édition iTunes de 2006 | Édition iTunes de 2006 | Édition iTunes de 2006 | Édition iTunes de 2006 | Édition iTunes de 2006 | Édition iTunes de 2006 | Édition iTunes de 2006 |
| No                     | Titre                  | Auteur                 | Durée                  |                        |                        |                        |                        |                        |                        |
| ---------------------- | ---------------------- | ---------------------- | ---------------------- | ---------------------- | ---------------------- | ---------------------- | ---------------------- | ---------------------- | ---------------------- |
| 18.                    | Little Miss Lover      | Jimi Hendrix           | 2:39                   |                        |                        |                        |                        |                        |                        |
| 19.                    | Castles Made of Sand   | Hendrix                | 3:19                   |                        |                        |                        |                        |                        |                        |
| 5:58                   |                        |                        |                        |                        |                        |                        |                        |                        |                        |

### Crédits
| Musiciens du groupe - Anthony Kiedis : chant, percussions sur Breaking the Girl - John Frusciante : guitare, chant, percussions sur Breaking the Girl, synthétiseur sur If You Have to Ask - Flea : basse, chœurs, trompette sur Apache Rose Peacock, piano sur Mellowship Slinky in B Major, percussions sur Breaking the Girl - Chad Smith : batterie, percussions sur Breaking the Girl, tambourin sur Funky Monks, Mellowship Slinky in B Major, If You Have to Ask, Sir Psycho Sexy et Give It Away, marimba sur Sir Psycho Sexy Musiciens additionnels - Pete Weiss : guimbarde sur Give it Away - Gail Frusciante et ses amis : chœurs sur Under the Bridge - Brendan O'Brien : mellotron sur Breaking the Girl et Sir Psycho Sexy, orgue Hammond B-3 sur Suck My Kiss et Give it Away, Célesta sur Apache Rose Peacock | - Rick Rubin : producteur - Brendan O'Brien : ingénieur du son, mixage - Howie Weinberg : matriçage - Gus Van Sant : directeur artistique |

### Singles
| Single            | Chart                  | Durée du classement | Position | Date              |
| ----------------- | ---------------------- | ------------------- | -------- | ----------------- |
| Give It Away      | Hot 100                | 15 semaines         | 73e      | 8 août 1992       |
| Give It Away      | Alternative Songs      | 17 semaines         | 1re      | 26 octobre 1991   |
| Give It Away      | ARIA Charts            | 9 semaines          | 41e      | 17 novembre 1991  |
| Give It Away      | (V) Ultratop           | 1 semaine           | 30e      | 4 juillet 1992    |
| Give It Away      | Single Top 100         | 1 semaine           | 49e      | 9 avril 1994      |
| Give It Away      | RMNZ Singles Top40     | 14 semaines         | 22e      | 19 janvier 1992   |
| Give It Away      | Mega Top 50            | 9 semaines          | 42e      | 18 juillet 1992   |
| Give It Away      | UK Singles Chart       | 5 semaines          | 9e       | 5 février 1994    |
| Under the Bridge  | Hot 100                | 26 semaines         | 2e       | 6 juin 1992       |
| Under the Bridge  | Mainstream Rock Tracks | 20 semaines         | 2e       | 16 mai 1992       |
| Under the Bridge  | Alternative Songs      | 17 semaines         | 6e       | 2 mai 1992        |
| Under the Bridge  | Single Top 100         | 25 semaines         | 11e      | 8 juin 1992       |
| Under the Bridge  | ARIA Charts            | 20 semaines         | 1er      | 19 avril 1992     |
| Under the Bridge  | (V) Ultratop           | 14 semaines         | 1er      | 25 avril 1992     |
| Under the Bridge  | RPM Top Singles        | 18 semaines         | 3e       | 20 juin 1992      |
| Under the Bridge  | Single Top 100         | 3 semaines          | 136e     | 12 mai 2012       |
| Under the Bridge  | VG-lista               | 1 semaine           | 10e      | 29 mars 1992      |
| Under the Bridge  | RMNZ Singles Top40     | 23 semaines         | 2e       | 17 mai 1992       |
| Under the Bridge  | Mega Top 50            | 22 semaines         | 1er      | 4 avril 1992      |
| Under the Bridge  | UK Singles Chart       | 18 semaines         | 13e      | 30 mars 1994      |
| Breaking the Girl | Mainstream Rock Tracks | 13 semaines         | 15e      | 16 mai 1992       |
| Breaking the Girl | Alternative Songs      | 9 semaines          | 19e      | 29 août 1992      |
| Breaking the Girl | ARIA Charts            | 11 semaines         | 30e      | 18 octobre 1992   |
| Breaking the Girl | RPM Top Singles        | 12 semaines         | 45e      | 3 octobre 1992    |
| Breaking the Girl | RMNZ Singles Top40     | 18 semaines         | 12e      | 1er novembre 1992 |
| Breaking the Girl | Mega Top 50            | 7 semaines          | 48e      | 19 septembre 1992 |
| Breaking the Girl | UK Singles Chart       | 3 semaines          | 41e      | 15 août 1992      |
| Suck My Kiss      | Alternative Songs      | 9 semaines          | 15e      | 4 janvier 1992    |
| Suck My Kiss      | ARIA Charts            | 8 semaines          | 8e       | 24 mai 1992       |
| Suck My Kiss      | RMNZ Singles Top40     | 17 semaines         | 3e       | 21 juin 1992      |

### Ouvrages
- (en) Jeff Apter, Fornication : The Red Hot Chili Peppers Story, Omnibus Press, 1er octobre 2004, 389 p. (ISBN 978-1-84449-381-4)

1. ↑  Apter 2004, p. 173
2. ↑  Apter 2004, p. 179-181
3. 1 2  Apter 2004, p. 184-190
4. ↑  Apter 2004, p. 199
5. ↑  Apter 2004, p. 225
6. ↑  Apter 2004, p. 234
7. ↑  Apter 2004, p. 288
8. ↑  Apter 2004, p. 23-225

- Rob Fitzpatrick (trad. de l'anglais), Red Hot Chili Peppers Mots pour Mots, Paris, Flammarion, 2004, 143 p. (ISBN 2-08-011320-8)

1. 1 2  Fitzpatrick 2004, p. 67

- (en) Anthony Kiedis et Larry Sloman, Scar Tissue, Hachette Books, 2005, 480 p. (ISBN 978-1-4013-0745-5)

1. 1 2  Kiedis et Sloman 2004, p. 222-224
2. ↑  Kiedis et Sloman 2004, p. 230-235
3. 1 2 3 4  Kiedis et Sloman 2004, p. 256-260
4. ↑  Kiedis et Sloman 2004, p. 261-262
5. ↑  Kiedis et Sloman 2004, p. 239-240
6. ↑  Kiedis et Sloman 2004, p. 270-280
7. 1 2 3 4 5 6  Kiedis et Sloman 2004, p. 264-267
8. 1 2 3 4 5  Kiedis et Sloman 2004, p. 273-277
9. 1 2  Kiedis et Sloman 2004, p. 280-281
10. 1 2  Kiedis et Sloman 2004, p. 284
11. ↑  Kiedis et Sloman 2004, p. 301
12. ↑  Kiedis et Sloman 2004, p. 282
13. ↑  Kiedis et Sloman 2004, p. 283
14. 1 2 3  Kiedis et Sloman 2004, p. 285-287
15. 1 2  Kiedis et Sloman 2004, p. 288-289
16. 1 2  Kiedis et Sloman 2004, p. 290-291
17. ↑  Kiedis et Sloman 2004, p. 295-296
18. 1 2 3  Kiedis et Sloman 2004, p. 297-299
19. ↑  Kiedis et Sloman 2004, p. 302
20. 1 2  Kiedis et Sloman 2004, p. 303-308
21. ↑  Kiedis et Sloman 2004, p. 309-310
22. 1 2  Kiedis et Sloman 2004, p. 271-272

- Autres

1. ↑  (en) Brendan Mullen, Anthony Kiedis, Michael Balzary, John Frusciante et Chad Smith, An Oral/Visual History by the Red Hot Chili Peppers, ItBooks, 19 octobre 2010 (ISBN 978-0-06-135191-4), p. 166-167
2. ↑  Robert Dimery (trad. de l'anglais), Les 1001 albums qu'il faut avoir écoutés dans sa vie : rock, hip hop, soul, dance, world music, pop, techno, Paris, Flammarion, 2006, 959 p. (ISBN 2-08-201539-4), p. 751
3. ↑  (en) Colin Larkin, The Encyclopedia of Popular Music, Omnibus Press, 2011, 1600 p. (ISBN 978-0-85712-595-8 et 0-85712-595-8, lire en ligne)

### Articles de presse
1. ↑  (en) Phil Alexander, « Some Like It Hot », Raw,‎ 21 février 1990
2. ↑  (en) « The best of Red Hot Chili Peppers », Mojo, no 128,‎ juillet 2004, p. 75
3. ↑  (en) « Supersonic », Q, no 238,‎ mai 2006, p. 85
4. ↑  (en) « Red Hot Chili Peppers: Blood Sugar Sex Magik », Select (en), no 17,‎ novembre 1991, p. 77
5. 1 2  (en) « Blood Sugar Sex Magik », Guitar Player (en),‎ novembre 1991
6. ↑  (en) « Blood Sugar Sex Magik review », Spin,‎ septembre 1991
7. ↑  (en) Philip Booth, « ChiliPeppers will sock it to ya », The Tampa Tribune (en),‎ 21 août 1992
8. 1 2  (en) « Flea Interview », Bass Player,‎ octobre 1995 (lire en ligne)
9. ↑  (en) David Fricke, « The Naked Truth », Rolling Stone,‎ 10 août 2007

### Autres sources
1. 1 2 3 4  (en) [vidéo][documentaire] « Behind the Music: Red Hot Chili Peppers episode », 2002, VH1
2. ↑  (en) « 1991 Archive », sur billboard.com (consulté le 22 avril 2018)
3. ↑  (en) « 1991 Archive », sur billboard.com (consulté le 22 avril 2018)
4. ↑  (en) « give it away », sur officialcharts.com (consulté le 22 avril 2018)
5. 1 2 3  (en) billboard.com/rhcp/chart history/billboard 200
6. 1 2 3 4  (en) riaa.com/gold-platinum/search/blood sugar sex magik (consulté le 17 janvier 2023).
7. 1 2  (en) australian-charts.com/rhcp/album/blood sugar sex magik
8. 1 2  (en) bac-lac.gc.ca/Rpm/search/blood sugar sex magic
9. 1 2  (en) charts.nz/rhcp/album/blood sugar sex magik
10. 1 2  (nl) dutchcharts.nl/rhcp/album/blood sugar sex magik
11. 1 2  (en) norwegiancharts.com/rhcp/album/blood sugar sex magik
12. 1 2  (de) hitparade.ch/rchp/albums/blood sugar sex magik
13. 1 2  (en) officialcharts.com/archives/rhcp/albums
14. 1 2  infodisc.fr/détail par artiste/lettre R/red hot chili peppers
15. ↑  (en) « Music: Top 100 Songs », sur billboard.com (consulté le 22 avril 2018)
16. ↑  (en) « Rock Music: Top Mainstream Rock Songs Chart », sur billboard.com (consulté le 22 avril 2018)
17. 1 2  (en) aria.com.au/charts & accreditations/albums/2006 (consulté le 17 janvier 2023).
18. 1 2  (en) musiccanada.com/gold platinum/search/blood sugar sex magik (consulté le 17 janvier 2023).
19. 1 2  (en) « Cerified Awards Search », BPI (consulté le 18 janvier 2023).
20. 1 2  snepmusique.com/les certifications/recherche/titre/blood sugar sex magik (consulté le 17 janvier 2023).
21. 1 2  (de) musikindustrie.de/gold-platin/databanksuchen/red hot chili peppers (consulté le 17 janvier 2023).
22. 1 2  (en) « NZ Top 40 Albums Chart », sur nztop40.co.nz (consulté le 18 janvier 2023).
23. 1 2  (nl) « Goud/Platina », sur nvpi.nl (consulté le 18 janvier 2023).
24. 1 2  (de) ifpi.at/goldplatin/suchen/rhcp/blood sugar sex magik consulté le 17 janvier 2023
25. ↑  (en) « With spot in hall of fame, Red Hot Chili Peppers continue to work hard », sur dispatch.com (consulté le 23 avril 2018)
26. ↑  (en) « VMA 1992 - MTV Video Music Awards - MTV », sur mtv.com (consulté le 23 mai 2018)
27. ↑  (en) « 35th Annual GRAMMY Awards », sur grammy.com (consulté le 23 mai 2018)
28. 1 2 3 4  (en) « Blood Sugar Sex Magik - Red Hot Chili Peppers », sur allmusic.com (consulté le 18 avril 2018)
29. 1 2  (en) « Robert Christgau: CG: red hot », sur robertchristgau.com (consulté le 18 avril 2018)
30. 1 2  (en) « Red Hot Chili Peppers: Blood Sugar Sex Magik - PopMatters », sur popmatters.com (consulté le 18 avril 2018)
31. 1 2  (en) « Red Hot Chili Peppers: Blood Sugar Sex Magik Album Review », sur pitchfork.com (consulté le 18 avril 2018)
32. 1 2  (en) « BBC - Music - Review of Red Hot Chili Peppers - Blood Sugar Sex Magik », sur bbc.co.uk (consulté le 18 avril 2018)
33. 1 2  (en) « Blood Sugar Sex Magik - Rolling Stone », sur rollingstone.com (consulté le 18 avril 2018)
34. 1 2  (en) « Blood Sugar Sex Magik », sur ew.com (consulté le 18 avril 2018)
35. 1 2  (en) « Chili Peppers Get Some Humility : *** THE RED HOT CHILI PEPPERS "Blood Sugar Sex Magik" Warner Bros. - latimes », sur latimes.com (consulté le 18 avril 2018)
36. 1 2  (en) « Red Hot Chili Peppers - Blood Sugar Sex Magik (album review 12) », sur sputnikmusic.com (consulté le 18 avril 2018)
37. ↑  (de) offiziellecharts.de/suche/rhcp/albums/blood sugar sex magik
38. ↑  (de) austriancharts.at/rhcp/album/blood sugar sex magik
39. ↑  ultratop.be.fr/rhcp/album/blood sugar sex magik
40. ↑  ultratop.be.nl/rhcp/album/blood sugar sex magik
41. ↑  (en) finnishcharts.com/rhcp/album/blood sugar sex magik
42. ↑  (en) italiancharts.com/rhcp/album/blood sugar sex magik
43. ↑  (en)« Official Rock & Metal Albums Chart Top 40 18 January 1998 - 24 January 1998 », sur officialcharts.com (consulté le 17 mai 2021)
44. ↑  (en) swedishcharts.com/rhcp/album/blood sugar sex magik
45. ↑  (en) « Year End Charts Billboard 200 Albums », Billboard 200. Prometheus Global Media.
46. ↑  (it) fimi.it/Certificazioni/filtra/red hot chili peppers (consulté le 17 janvier 2023).
47. ↑  (en) « Cover Stories: Red Hot Chili Peppers, 'Blood Sugar Sex Magik' », sur diffuser.fm (consulté le 18 juillet 2018)
48. ↑  (en) « Rocklist.net...Kerrang! Page 2... », sur rocklistmusic.co.uk (consulté le 5 mars 2018)
49. ↑  (en) « Rocklist.net...Spin Magazine (USA) Lists...Page 2.. », sur rocklistmusic.co.uk (consulté le 19 avril 2018)
50. 1 2  (en) « Rolling Stone Lists - Main Page », sur rocklistmusic.co.uk (version du 27 septembre 2007 sur Internet Archive)
51. ↑  (en) « Rocklist.net...Q Magazine Lists », sur rocklistmusic.co.uk (consulté le 19 avril 2018)
52. ↑  (en) « Spin Lists », sur rocklistmusic.co.uk (version du 2 octobre 2007 sur Internet Archive)
53. ↑  (en) « Ultimate Albums - Episode Guide - TV.com », sur tv.com (consulté le 5 mars 2018)
54. ↑  (en) « The Yardbirds, 'Roger the Engineer (a.k.a. Over Under Sideways Down)' », sur rollingstone.com (consulté le 19 avril 2018)
55. ↑  (en) « Red Hot Chili Peppers - Blood Sugar Sex Magik », sur fasterlouder.junkee.com (consulté le 29 avril 2018)
56. ↑  (en) « The Old Acclaimed Music Forum », sur bravenet.com (consulté le 5 mars 2018)
57. ↑  (en) « The Definitive 200 », sur definitive200.com (version du 13 août 2007 sur Internet Archive)
58. ↑  (en) « Consequence of Sound’s Top 100 Albums Ever », sur consequenceofsound.net (consulté le 5 mars 2018)
59. ↑  (en) « Liz Phair, 'Exile in Guyville' », sur rollingstone.com (consulté le 19 avril 2018)
60. ↑  (en-US) Mikael Wood, « Red Hot Chili Peppers' Flea on the meaning of God, the band's worst album and the vice he misses most » , sur Los Angeles Times, 26 juin 2023 (consulté le 28 juin 2023).
61. 1 2  (en) billboard.com/rhcp/chart history/billboard hot 100
62. 1 2 3 4  (en) billboard.com/rchp/chart history/alternative songs
63. 1 2 3 4 5  (en) hitparade.ch/rhcp/song/give it away
64. 1 2 3  (en) officialcharts.com/archives/rhcp/singles
65. 1 2  (en) billboard.com/rhcp/chart history/mainstream rock tracks
66. ↑  (de) offiziellecharts.de/suche/rhcp/singles
67. 1 2 3 4 5 6  (en) hitparade.ch/rhcp/song/under the bridge
68. ↑  (en) bac-lac.gc.ca/Rpm/search database/under the bridge/top singles
69. 1 2 3  (en) hitparade.ch/rhcp/song/breaking the girl
70. ↑  (en) bac-lac.gc.ca/Rpm/search database/breaking the girl/top singles
71. 1 2  (en) hitparade.ch/rhcp/song/suck my kiss